# Колеатерато Алто (Терамо)
Колеатерато Алто (итал. Colleatterrato Alto) је насеље у Италији у округу Терамо, региону Абруцо.
Према процени из 2011. у насељу је живело 789 становника. Насеље се налази на надморској висини од 299 м.